# Ludwig Georg Mieg
Ludwig Georg Mieg (* 1705 in Marburg; † 1761 in Heidelberg) war ein deutscher reformierter Prediger, Theologe und Hochschullehrer.

## Leben
Mieg stammte aus einer weitverzweigten, ursprünglich aus Straßburg stammenden Familie Mieg. Er war Sohn des Theologieprofessors Ludwig Christian Mieg und Enkel des Theologieprofessors Johann Friedrich Mieg. Er wurde am 16. Dezember 1716 an der Universität Heidelberg immatrikuliert. Der studierte Theologe war in den Jahren 1727 und 1728 Professor der Philosophie, Philologie und Kirchengeschichte an der Hohen Landesschule zu Hanau.
Mieg kehrte kurz darauf an seinen Studienort, die Heimat seiner Vorfahren, zurück. Hier wurde er 1731 Prediger an der Heiliggeistkirche. Das Amt hatte er bis zu seinem Tod inne. Er wurde dort außerdem zum reformierten Kirchenrat befördert und übernahm 1756 von seinem Vater das Amt des Ephorus des Heidelberger Sapienzkollegiums. Mitunter wird in der Literatur angegeben, er habe zudem eine Professur der Eloquenz innegehabt. Dies ist allerdings unsicher. Noch 1746 publizierte er jedoch unter dem Titel „Professor“.
Zu seinen Kindern zählten der kaiserliche Oberstleutnant Friedrich von Mieg (1731–1783) sowie der Pädagoge Philipp Reinhold Emanuel Mieg (1737–1787). Letzterer wurde am 25. September 1754 an der Universität Heidelberg immatrikuliert. Er stand später zusammen mit seinem Sohn Johann Elisa Mieg (1770–1842) im Kontakt mit Johann Heinrich Pestalozzi.

## Werke (Auswahl)
- Trauer-Rede Aus dem Brieff Jacobi I. v. 10, Häner, Heidelberg 1736.
- (Hrsg.): Ludwig Christian Mieg: Gottseelige Auslegung des Heidelbergischen Catechismi in 57 Predigten, Landgraf, Frankfurt am Main 1746.
- Die Gesegnete Vereinigung Der Theoretischen und Practischen Wahren Weisheit, Zusammen gepaaret In einem Gottseligen Gelehrten Wurde mit Wenigem vorgestellt Bey Beerdigung des Hochgelehrten und Hoch-Edelgebohrnen Herrn Wilhelm Bernhard Nebels, Häner, Heidelberg 1748.
- Oratio sol. secundo seculari iubilaeo Collegii Sapientiae … de fine et usu scholarum tum inferiorum, tum superiorum habita, heidelber 1756.